# Джиммі Сімпсон
Джеймс Реймонд Сімпсон (англ. James Raymond Simpson; нар. 21 листопада 1975, Гаккеттстаун, Нью-Джерсі, США) — американський актор кіно і телебачення. Впізнаваність здобув після зйомок у телесеріалі «Край "Дикий Захід"».
Знімався у таких фільмах та телесеріалах як «Зодіак» (2007), «Винахід брехні» (2009), «Президент Лінкольн: Мисливець на вампірів» (2012), «Штурм Білого дому» (2013), «Картковий будинок» (2014—2015) та інших.

## Біографія

### Ранні роки життя
Джиммі Сімпсон народився у Гакеттставні, штат Нью-Джерсі. Має двох старших братів. Навчався у середній загальноосвітній школі (Hackettstown High School) де відвідував гурток акторської майстерності. Після закінчення школи переїхав до міста Блумсбург штату Пенсільванія та закінчив Блумбургський Університет (Bloomsburg University) де отримав ступінь бакалавра мистецтв у театральній справі. Пізніше, протягом чотирьох сезонів, виступав у театрі невеличкого містечка Вільямстаун штату Массачусетс (Williamstown Theatre Festival).

### Особисте життя
Джиммі Сімпсон познайомився з актрисою Мелані Лінскі у 2001 році, під час їхніх спільних зйомок у мінісеріалі «Червона троянда». Вони одружились у квітні 2007. Мелані подала на розлучення у вересні 2012. Пара офіційно розлучилась в травні 2014.
Сімпсон вдруге одружився у квітні 2019 року з актрисою Софією Дель Піззо.

## Фільмографія
| Рік       |   | Українська назва                          | Оригінальна назва                 | Роль                 |
| --------- | - | ----------------------------------------- | --------------------------------- | -------------------- |
| 2000      | ф | Невдаха                                   | Loser                             | Ной                  |
| 2001      | ф | Слоу-Мо                                   | Slo-Mo                            | Алекс                |
| 2002      | с | Червона троянда                           | Rose Red                          | Кевін Боллінджер     |
| 2002      | с | Підрозділ                                 | The Division                      | Шон Таунсенд         |
| 2002      | с | 24                                        | 24                                | Кріс                 |
| 2003      | ф | Академія                                  | The Academy                       |                      |
| 2003      | ф | Останній відбір                           | Final Draft                       | Чед                  |
| 2003      | с | Поліція Нью-Йорка                         | NYPD Blue                         | Майк                 |
| 2003      | с | Мертва справа                             | Cold Case                         | Раян Бейнс           |
| 2004      | ф | Шпигунки                                  | D.E.B.S.                          | Скад                 |
| 2005      | ф | Гербі: Шалені перегони                    | Herbie: Fully Loaded              | Краш                 |
| 2005      | с | Карнавал                                  | Carnivàle                         | Лі                   |
| 2005—2013 | с | У Філадельфії завжди сонячно              | It's Always Sunny in Philadelphia | Ліам Макпойл         |
| 2006      | ф | Лишитися живим                            | Stay Alive                        | Фінеус               |
| 2006      | с | Мене звати Ерл                            | My Name Is Earl                   | Девід Гейс           |
| 2007      | ф | Водоспад Серафима                         | Seraphim Falls                    | старший брат         |
| 2007      | ф | Комітет великих і меньких цицьок          | Itty Bitty Titty Committee        | Кріс                 |
| 2007      | ф | Зодіак                                    | Zodiac                            | Майк Мажо (дорослий) |
| 2007      | с | Нечепура                                  | Girltrash!                        | Валентин             |
| 2008      | ф | Маленьке затишне весілля                  | A Quiet Little Marriage           | Джексон              |
| 2008      | с | Одинадцята година                         | Eleventh Hour                     | Вілл Сандерс         |
| 2008      | с | CSI: Місце злочину                        | CSI: Crime Scene Investigation    | Томос Доновер        |
| 2008—2009 | с | Пізнє шоу з Девідом Леттерманом           | Late Show with David Letterman    | інтерн Лайл          |
| 2009      | ф | Джерело винаходу                          | The Mother of Invention           | Мартін Вудерсон      |
| 2009      | ф | Винахід брехні                            | The Invention of Lying            | Боб                  |
| 2009      | ф | Ідучи на ризик                            | Taking Chances                    | Чарлі Кабонара       |
| 2009      | с | Доктор Хаус                               | House                             | Деніел Брессон       |
| 2009      | с | Віртуальність                             | Virtuality                        | голограма            |
| 2009—2013 | с | Ясновидець                                | Psych                             | Мері Лайтлі          |
| 2010      | ф | Прогавити на свій страх і ризик           | Miss This at Your Peril           | Френк Корелл         |
| 2010      | ф | Добрі наміри                              | Good Intentions                   | Кайл                 |
| 2010      | ф | Божевільне побачення                      | Date Night                        | Армстронг Голд       |
| 2010      | с | Влаштуймо вечірку                         | Party Down                        | Денніс               |
| 2011      | ф | Смерть та повернення супермена            | The Death and Return of Superman  | божевільний вчений   |
| 2011      | ф | Великий вибух                             | The Big Bang                      | Нільс Гек            |
| 2011      | с | Як я зустрів вашу маму                    | How I Met Your Mother             | Піт Дакенсон         |
| 2011—2012 | с | Королі втечі                              | Breakout Kings                    | Ллойд Лоурі          |
| 2012      | ф | Привіт, мені вже час                      | Hello I Must Be Going             | Філ                  |
| 2012      | ф | Президент Лінкольн: Мисливець на вампірів | Abraham Lincoln: Vampire Hunter   | Джошуа Спід          |
| 2012      | ф | Поминання                                 | Wake                              | Джиммі               |
| 2012      | ф | Слід зброї                                | Tracer Gun                        | Бен                  |
| 2013      | ф | Правда про Емануель                       | The Truth About Emanuel           | Артур                |
| 2013      | ф | Штурм Білого дому                         | White House Down                  | Скіп Тайлер          |
| 2013      | ф | Лицарі Крутоміста                         | Knights of Badassdom              | Ронні Квок           |
| 2013      | с | Неконтрольовані                           | Unsupervised                      | Меттью, озвучка      |
| 2013—2016 | с | Підозрюваний                              | Person of Interest                | Логан Пірс           |
| 2014      | ф | Останній раз коли ти розважався           | The Last Time You Had Fun         | Джейк                |
| 2014      | с | Новини                                    | The Newsroom                      | Джек Спеніел         |
| 2014—2015 | с | Картковий будинок                         | House of Cards                    | Гевін Орсі           |
| 2015      | ф | Підливка                                  | Gravy                             | Стеф                 |
| 2016      | с | Геп і Леонард                             | Hap and Leonard                   | солдат               |
| 2016      | с | Це — ми                                   | This Is Us                        | Енді Феннінг         |
| 2016—2020 | с | Край «Дикий Захід»                        | Westworld                         | Вілльям              |
| 2017      | ф | Ясновидець: Фільм                         | Psych: The Movie                  | Мері Лайтлі          |
| 2017      | с | Зоря Полин                                | Wormwood                          | агент ЦРУ            |
| 2017      | с | Чорне дзеркало                            | Black Mirror                      | Джеймс Волтон        |
| 2018      | ф | Під Сільвер-Лейк                          | Under the Silver Lake             | Аллен                |
| 2018      | с | Нерозкрита справа                         | Unsolved                          | Расселл Пул          |
| 2018—2020 | с | Корпорація мрії                           | Dream Corp LLC                    | пацієнт 21           |
| 2019      | с | В темряву                                 | Into the Dark                     | Пітер Рейк           |
| 2019      | с | ТОВ «Вічна благодать»                     | Perpetual Grace, LTD              | Джеймс               |
| 2020      | ф | Несамовитий                               | Unhinged                          | Енді                 |
| 2020      | ф | Ясновидець 2: Лессі йде додому            | Psych 2: Lassie Come Home         | Мері Лайтлі          |
| 2020      | с | Зона сутінків                             | The Twilight Zone                 | Філ Гейс             |
| 2021      | ф | Дати дуба в окрузі Юба                    | Breaking News in Yuba County      | Піті Баттонс         |
| 2021      | ф | Шовковий шлях                             | Silk Road                         | Кріс Талберт         |
| 2022      | с | Людина, яка впала на Землю                | The Man Who Fell to Earth         | Спенсер Клей         |